# Am Salzkai (Mannheim)

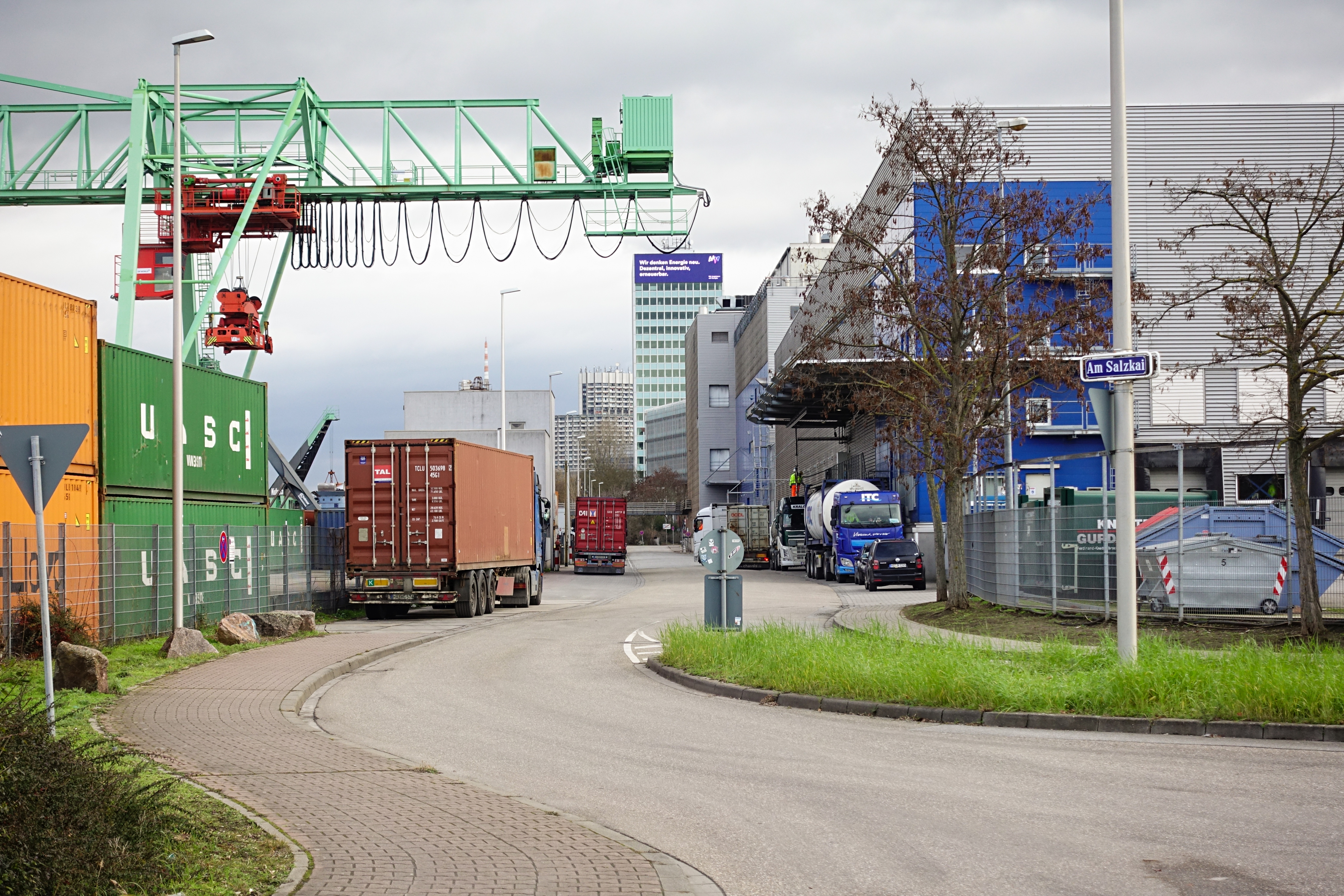
Blick durch die Straße Am Salzkai

Am Salzkai ist eine Straße in Mannheim. Sie beginnt an der Neckarvorlandstraße und endet an der Holzstraße im Stadtteil Jungbusch.

## Geschichte
1965 wurde die Benennung der Straße vom Gemeinderat beschlossen. Sie erinnert an den Umschlag von Salz aus dem Bergwerk von Bad Friedrichshall-Kochendorf. Das Salz wurde hier am Neckar von kleinen Schiffen auf größere Schiffe zum Transport auf dem Rhein verladen.
Die Straße führt am Stromhafen Neckar mit einem Containerterminal sowie einem Verkaufslager für Kies und Sand bzw. landseitig an dem in den 1990er Jahren erbauten Olam-Cocoa-Werk entlang.